# Polyptychus affinis
Polyptychus affinis là một loài bướm đêm thuộc họ Sphingidae. Loài này có ở rừng lên đến độ cao 6.000 foot (1.800 m) từ Sierra Leone đến Congo, Uganda và miền tây Kenya.
Chiều dài cánh trước là 28–30 mm đối với con đực. 

## Phân loại
Polyptychus retusus đôi khi được xem là một loài có hiệu lực.